# Vardis Fisher
Vardis Fisher (* 13. März 1895 in Annis, Idaho; † 9. Juli 1968 in Haggerman, Idaho) war ein US-amerikanischer Schriftsteller. Er verfasste Romane, Essays und Kurzgeschichten. In den 1930er Jahren als ein vielversprechender Schriftsteller des amerikanischen Westens angesehen, ist er heute weitgehend unbekannt.

## Leben
Vardis Fisher war der Sohn eines mormonischen Bischofs und Mitglied einer Splittergruppe innerhalb jener Kirche. Er verbrachte seine Jugend abgeschlossen von der übrigen Welt im Snake River Tal in Idaho. Er heiratet 1917 seine Jugendfreundin Leona McMurtrey und studierte dann in Utah (1920, Bachelor) und Chicago (1922, Masters, 1925, Ph.D.). Der Freitod seiner Frau im Jahre 1924 stellte einen tragischen Einschnitt in sein Leben dar.
Nach Lehrtätigkeit in Englischer Sprache in Utah (1925–1928) und New York (1928–1931) kehrte er 1931 nach Idaho zurück, um sich ganz der Schriftstellerei zu widmen. 1928 heiratete er Margaret Trusler, mit der er einen Sohn hatte. Die Ehe endete in einer Scheidung. 1940 heiratete er Opal Laurel Holmes, mit der er bis zu seinem Tod im Jahre 1968 zurückgezogen im Malad Flusstal in Idaho lebte.

## Werk
Die frühe Schaffensperiode Vardis Fishers umfasst Romane um historische Figuren oder Ereignisse. Chrildren of God, ein Roman um Brigham Young und die Mormonen, wurde 1939 mit dem Harper Prize ausgezeichnet. „Pemmikan“ zeichnet den Fellhandel im späteren Westkanada nach. Mountain Man wurde von Sydney Pollack unter dem Titel Jeremiah Johnson mit Robert Redford in der Hauptrolle verfilmt. Die in dieser Zeit entstandenen Romane wurden von der Kritik positiv aufgenommen; Vardis Fisher galt als aussichtsreicher Schriftsteller.
Seine spätere Schaffensperiode war von dem Versuch geprägt, Angelpunkte der Geschichte des westlichen Kulturkreises von der Steinzeit bis in die Moderne in zwölf Romanen darzustellen. Vardis Fisher nannte dieses Unterfangen The Testament of Man (deutsch ‚Das Erbe der Menschheit‘). Diese Romane stießen weitgehend auf Ablehnung, sowohl aufgrund ihres Anspruches als auch aufgrund inhaltlicher Mängel. Viele zu Fischers Zeit akzeptierte historische Gegebenheiten erscheinen heute überholt.

## Werkliste

### Autobiographisch beeinflusste Romane
- Toilers of the Hills, 1928 (Leben der Bauern im Wilden Westen)
- Dark Bridwell, 1931 (Leben im Wilden Westen)
- Vridar Hunter Tetralogie (1932, 1934, 1935, 1936): In Tragic Life, Passions Spin the Plot, We Are Betrayed, No Villain Need Be; Neubearbeitung 1960 unter dem Titel Orphans in Gethsemane (auch in zwei Bänden For Passion, For Heaven und The Great Confession) erschienen. (Leben im Wilden Westen)
- Forgive us our Virtues, 1938

### Der amerikanische Westen
- Children of God, 1939 (Geschichte der Mormonen)
- City of Illusion, 1941 (Bergbaufieber in Nevada)
- The Mothers, 1943 (Geschichte des amerikanischen Westens, 1850–1855)
- Pemmican, 1956 (Fellhandel in Westkanada; Hudson’s Bay Company)
- Tale of Valor (Lewis und Clarks Suche nach einem Landweg zum Pazifik)
- Mountain Man (Individualismus im Wilden Westen) – ausgezeichnet mit einem Spur Award 1965
- Love and Death, 1959

### Sachtitel
- Suicide or Murder? The Strange Death of Governor Meriwether Lewis.
- Gold Rushes and Mining Camps of the Early American West

### The Testament of Man
1. Darkness and the Deep, 1943 (Neandertaler)
2. The Golden Rooms, 1944 (Cro-Magnon-Mensch)
3. Intimations of Eve, 1946
4. Adam and the Serpent, 1947
5. The Divine Passion, 1948 (Zeitperiode des biblischen Abraham)
6. The Valley of Vision, 1951 (Zeitperiode des Biblischen Salomon)
7. The Island of the Innocent, 1952 (Makkabäeraufstand)
8. Jesus Came Again, 1956 (Zeitperiode des neuen Testaments)
9. A Goat for Azazel, 1956 (Zeitperiode des neuen Testaments)
10. Peace Like a River, 1957 (Taschenbuchausgabe The Passion Within) (Konzil von Nicäa)
11. My Holy Satan, 1958 (Mittelalter zur Zeit des Franz von Assisi)
12. Orphans in Gethsemane (Moderne; Neubearbeitung seiner autobiographischen Vridar Hunter Tetralogie)

## Biographie
- Tim Woodward, Tiger in the Road, Caxton Printers.
- Joseph Flora, Vardis Fisher, Twayne Series.
- Wayne Chatterton, Vardis Fisher, Boise State Western Writers Series.
- Joe Flora, Rediscovering Vardis Fisher: Centennial Essays. (Eine Sammlung von Essays über Vardis Fisher)